# کیچن‌اید
کیچن‌اید (انگلیسی: KitchenAid) شرکت وسایل آشپزخانه آمریکایی است، که در سال ۱۹۱۹ تأسیس شد.